# Куроедов, Владимир Алексеевич
Влади́мир Алексе́евич Курое́дов (14 сентября 1906 года, деревня Задворка Макарьевского уезда Нижегородской губернии — 1994 год, Москва, Российская Федерация) — советский партийный и государственный деятель. Генерал-лейтенант КГБ.

## Биография
Окончил Нижегородский педагогический институт (1930). Член ВКП(б) с 1936 года.
Работал вторым секретарём Горьковского обкома ВКП(б).
С 1945 по 1946 год был главным (ответственным) редактором областной газеты «Горьковская коммуна» (ныне «Нижегородская правда»).
Затем работал редактором научного отдела газеты «Советская Россия».
С 1946 по 1949 год — заведующий отделом, заведующий сектором Управления агитации ЦК ВКП(б).
С 1949 по 1959 год — секретарь Свердловского обкома КПСС по пропаганде и агитации.
С 1960 по 1965 год председатель Совета по делам Русской православной церкви при Совете Министров СССР; с 1965 по 1984 год председатель Совета по делам религий при Совете Министров СССР.
Его назначение на пост председателя Совета по делам РПЦ во время Хрущёвской антирелигиозной кампании 6 февраля 1960 года (вместо Георгия Карпова) ознаменовало значительное усиление активности директивных и контролирующих органов СССР, направленных на удушение религиозной деятельности (подготовка к «показу последнего попа») и установление более жёсткого контроля над духовенством и руководством Московской патриархии.
Первым крупным мероприятием, разработанным и осуществлённым Советом под его руководством и органами КГБ СССР, было отстранение второй, после Патриарха Алексия (Симанского), фигуры в руководстве патриархии — председателя Отдела внешних церковных сношений митрополита Крутицкого и Коломенского Николая (Ярушевича) — от всех руководящих и общественных постов: 16 апреля 1960 года Куроедов и председатель КГБ Александр Шелепин направили в ЦК КПСС записку, в которой, со ссылкой на информацию от агентурных источников КГБ, предлагали «отвести митрополита Николая от участия в работе Всемирного совета мира, Советского комитета защиты мира и отстранить его от руководящей деятельности в Московской патриархии», добиться на это согласия Патриарха Алексия; на место Николая как митрополита Крутицкого предлагалось перевести митрополита Ленинградского Питирима (Свиридова), что, среди прочего, обосновывалось «тем обстоятельством, что в случае смерти Алексия он будет являться одним из вероятных кандидатов на пост патриарха».
В июле 1961 года организовал созыв Архиерейского собора (архиереи были вызваны в Троице-Сергиеву лавру под видом участия в богослужениях), на котором были одобрены антиканонические поправки в «Положение об управлении РПЦ» (1945), для приведения его в соответствие с секретным постановлением Совета министров СССР от 16 марта 1961 года (и не менее секретной инструкцией к нему) «Об усилении контроля за выполнением законодательства о культах».
После отстранения Хрущёва от власти формы и методы религиозной политики были несколько смягчены, но до конца пребывания В. А. Куроедова на посту председателя Совета по делам религий «Положение об управлении РПЦ» с антиканоническими поправками оставалось в силе. С 1972 года, после 24-летнего перерыва, возобновилось открытие (регистрация) новых православных приходов, но в крайне незначительном количестве. На рубеже 1970-х — 1980-х годы в посёлке Софрино Московской области было выстроено предприятие по производству свечей и церковной утвари, а в Москве — новое здание для Издательского отдела Московской Патриархии; увеличился приём в духовные семинарии (за счёт открытия параллельных классов) и выпуск богослужебных книг. На исходе своей государственной службы Куроедову пришлось способствовать подготовке празднования 1000-летия Крещения Руси. Правительство удовлетворило просьбу Московской Патриархии передать ей один из закрытых московских монастырей для создания в нём церковно-административного центра. 17 мая 1983 года Куроедов сообщил прибывшему в Совет по делам религий патриарху Пимену о передаче РПЦ Данилова монастыря.
Согласно оценке митрополита Питирима (Нечаева), «вообще Куроедов был неплохой человек. Я до сих пор чту его память и в день его смерти вместе с его женой и дочерью посещаю его могилу. Похоронен он на Митинском кладбище. В нём было много черт партийного работника, но было и другое. Он многое понимал и во многом шёл навстречу, с ним всегда можно было договориться».
Является прототипом Ильи Сергеевича Курощупова в романе Г. П. Климова «Князь мира сего».

## Публикации
- Куроедов В. А. Религия и церковь в советском государстве. — М.: Политиздат, 1981
- Куроедов В. А. Религия и церковь в Советском государстве. — М.: Политиздат, 1982. — 264 с.
- Проявлять бдительность, своевременно пресекать антисоветские выпады духовенства: доклад председателя Совета по делам РПЦ при Совете Министров СССР В. А. Куроедова на Всесоюзном совещании уполномоченных 21 апреля 1960 г. / публ. М. И. Одинцова // Исторический архив. 1999. — № 2. — С. 64-91.